# 日螳属
日螳属（学名：Heliomantis），也称羲和螳属，为花螳科的一个属。

## 下属物种
本属包括以下物种：
- 秀丽日螳 Heliomantis elegans Navas, 1904，端斑羲和螳[2]